# W Serpentis
W Serpentis är en kortperiodisk förmörkelsevariabel av Algol-typ (EA/GS) i stjärnbilden Ormen.
Stjärnan varierar mellan visuell magnitud +8,42 och 10,2 med en period av 14,15486 dygn.